# Pobersach, Greifenburg
Pobersach je naselje v Občini Greifenburg v Okraju Špital ob Dravi  na Koroškem v Avstriji.